# Castagnole Monferrato
Castagnole Monferrato (Cast'gnòle ant ël Monfrà in piemontese) è un comune italiano di 1 111 abitanti della provincia di Asti in Piemonte.

## Geografia fisica
Castagnole Monferrato si trova nel basso Monferrato in posizione centrale tra Asti (14 km), Casale Monferrato (30 km) ed Alessandria (30 km). È ubicato su un crinale che segna il confine tra il Monferrato astigiano e quello casalese, ad un'altezza di circa 200 metri sul livello del mare ed è circondato da colline.

## Origini del nome
Richiama nel nome i boschi di castagni che un tempo ricoprivano le colline del suo territorio. Oggi scomparsi, hanno lasciato spazio alla coltivazione della vite e memoria nel toponimo di questo piccolo paese.

## Storia

### Simboli
Lo stemma e il gonfalone del comune di Castagnole Monferrato sono stati concessi con decreto del presidente della Repubblica del 6 ottobre 2003.
Il gonfalone è un drappo di colore giallo.
L'antico sigillo del comune, di cui non sono noti gli smalti, era troncato: nel 1º il motto S. ANNA, nel 2º un riccio di castagno.

## Monumenti e luoghi d'interesse
Il centro abitato di Castagnole Monferrato si presenta come un borgo agricolo, ma con edifici e abitazioni antiche, alcune delle quali risalenti al Quattrocento, raccolte attorno ai luoghi di culto: 
- la settecentesca chiesa parrocchiale di San Martino;
- la confraternita dell'Annunziata in barocco piemontese;
- la meridiana solare dedicata al vino più grande del mondo;
- il torchio più grande d'Europa (situato nelle cantine della Tenuta la Mercantile);
- la seicentesca chiesetta di San Rocco (ora Madonna di Fatima) e la presenza di storiche cantine scavate nel tufo.

## Società

### Evoluzione demografica
Abitanti censiti

## Economia
Castagnole Monferrato è conosciuto nel mondo per il suo Ruché: uno dei più rari vitigni autoctoni, tra quelli coltivati nel Monferrato astigiano, che nasce da terreni calcarei e asciutti soggetti a elevata insolazione. Dal 1987, anno dell’ottenimento della denominazione Doc, ha registrato costanti e progressivi apprezzamenti che lo rendono ad oggi un’espressione di identità del territorio.

## Infrastrutture e trasporti
Tra il 1900 e il 1935 Castagnole Monferrato fu servito dalla tranvia Asti-Montemagno-Altavilla.

## Amministrazione
Di seguito è presentata una tabella relativa alle amministrazioni che si sono succedute in questo comune.
| Periodo          | Periodo          | Primo cittadino    | Partito                | Carica      | Note  |
| ---------------- | ---------------- | ------------------ | ---------------------- | ----------- | ----- |
| 26 giugno 1985   | 30 maggio 1990   | Lidia Bianco       | -                      | Sindaco     | [ 7 ] |
| 30 maggio 1990   | 24 aprile 1995   | Lidia Bianco       | -                      | Sindaco     | [ 7 ] |
| 24 aprile 1995   | 2 maggio 1997    | Orsolina Costelli  | -                      | Sindaco     | [ 7 ] |
| 2 maggio 1997    | 17 novembre 1997 | Lorenzo Micheluzzi |                        | Comm. pref. | [ 7 ] |
| 17 novembre 1997 | 28 maggio 2002   | Lidia Bianco       | centro                 | Sindaco     | [ 7 ] |
| 28 maggio 2002   | 29 maggio 2007   | Francesco Marengo  | lista civica           | Sindaco     | [ 7 ] |
| 29 maggio 2007   | 7 maggio 2012    | Francesco Marengo  | lista civica           | Sindaco     | [ 7 ] |
| 7 maggio 2012    | 10 giugno 2017   | Enzo Baraldi       | lista civica Campanile | Sindaco     | [ 7 ] |
| 10 giugno 2017   | 12 giugno 2022   | Francesco Marengo  | lista civica Campanile | Sindaco     | [ 7 ] |
| 12 giugno 2022   | in corso         | Francesco Marengo  | lista civica Campanile | Sindaco     | [ 8 ] |